# قصر بن رقوش الأثري
قصر بن رقوش الأثري اكتسب قصر بن رقوش التاريخي في بلدة بني سار العريقة بمنطقة الباحة الذي بني عام 1249 هـ (1833م) على انقاض قصرين سابقين تم حرقها من قبل الدولة العثمانية ولهذا القصر خصوصيته ومكانته التاريخية في قلوب أبناء القبيلة حيث اجتمع فيه اغلب شويخها وقادتها وبه دار القضاء وو مدارس التعليم كما انه حضي بعدد من الزيارات الملكية من قبل الاسرة المالكة كان اولها زيارة الملك سعود بن عبد العزيز لمنطقة الباحة عام 1374 هـ (1955م)، ويُعدَّ القصر الذي قام الشيخ عبد العزيز بن رقوش بتسليمه إلى وزارة السياحة السعودية لاعادة ترميمه وتأهيله، وهذا ايماناً بدور الاسر في اثراء المواقع التراثية والثقافية في المملكة العربية السعودية ولتوظيفه اقتصادياً وسياحياً وثقافياً، ليصبح أحد المعالم البارزة في المنطقة الجاذبة للزوار وإمكانية إقامة الفعاليات التراثية المنوعة طيلة أيام العام.

## موقع القصر
يقع قصر بن رقوش في قرية بني سار شمال مدينة الباحة بمسافة 12 كيلومتر بمقربة من الشارع العام الرابط بين مدينة الباحة ومحافظة القرى، ويعد منظومة سكنية متكاملة تتكون من عدد من منازل لسكن الاسرة ونزل للضيافة ومجلس كبير يسمى (زهران)تحيط بها المزارع، إلى جانب المسجد والمدرسة ودار القضاء والسجن، وبئر الماء والأفنية الداخلية والخارجية وإسطبلات الخيل.

## تاريخ القصر
بدأ بناء المرحلة الأولى من القصر سنة 1249 هـ حيث تم فيها بناء البيت البحري و الذي يحتوي على المجلس القديم و مستودع أسلحة و مكتبة و مخزن للتموين و مهاجع للنوم و مجالس عائلية بالإضافة إلى البيت الشامي والمسجد والمطبخ ومهاجع الخدم و بئر ماء، بينما تضمنت المرحلة الثانية سنة 1358 هـ بناء البيت الشرقي للضيافة والبيت الواسط و الإصلاحية.

## مكونات القصر

### المسجد

ساحة المسجد

مسجد داخل اسوار القصر به بركة وشبكة مياة لمساعدة المصلين على الوضوء في باحة المسجد دون الحاجة للدخول إلى المباني الأخرى

### دار القضاء
هو مقر كان يجلس به القاضي للفصل بين المتخاصمين وامور المواريث وقاضايا الجنايات ومن أشهر القضاة الذين مروا على هذه الدار هو الشيخ القاضي احمد بن عايض الخزمري الزهراني

### المدرسة
نظراً إلى اهتمام هذه الاسرة بالعلم والتعليم وايماناً منها بدور العلم فقد تم إنشاء مدرسة لتعليم أطفال القبيلة في زمن يعز فيه العلم وكانت اسرة بن رقوش تتكفل بالسكن واطعام الطلاب والعلمين وكان الشيخ يهدي كل من يتقن القراءة والكتابة والحساب كسوة وريال فضة وكان بها عدد من العلمين الافاضل من داخل وخارج القبيلة وكان من أشهر المعلمين بها المعلم على السبالي وفي عهد المملكة العربية السعودية كانت هذه المدرسة ثاني مدرسة معتمدة في المنطقة وقد تم اعتمادها بقرار من مجلس الشورى بتوجيه من الملك عبدالعزيز في تاريخ 1358هـ الموافق 1939م.

### مجلس زهران
هو المجلس الاساسي للقصر في مبنى مستقل عن مسكن العائلة وله مبنى خدمة ومكان لاعداد القهوة والشاي خارج المجلس وفي هذا المجلس يتم استقبال الضيوف ومشائخ القبائل وتعقد المعاهدات ومجالس الصلح.

### الحبس (السجن)
هو السجن الخاص بالقبيلة ويتم سجن المجرمين فيه وتنفيذ الاحكام الصادرة من دار القضاء ويكون المجرمين تحت نظر وحماية القوة الخاصة بالقبيلة وحتى بعد مبايعة الملك عبد العزيز فقد اقر جلالته ان يتم فيه سجن المجرمين المستحقين للسجن وكان ذلك إلى ان استقل القضاء في منطقة الباحة.

### الاسطبلات
عبارة عن مربط للخيل يحتوي على عدد من المصالب والعرائش يتم فيها العناية بالخيل داخل القصر.

### البساتين والآبار
هي مجموعة من البساتين تحيط بالقصر منم الجهة الغربية والجنوبية التي كانت تكفى لتموين القصر بعدد من الخضار والفواكة التي تشتهر بها منطقة الباحة مثل القمح والذرة والخوخ والرمان واللوز والعنب والتفاح والتين بالإضافة إلى عدد 3 ابار لرعاية البساتين وبئر داخل اسوار القصر لسد حاجة سكان القصر واحياط في حال تم محاصرة القصر من الخارج.

## تحصينات القصر
يتميز القصر بوجود عدد من التقنيات والتحصينات الدفاعية التي تطورت مع تجارب الحروب وتحراق القصور القديمة في تلك الحقبة ومن أهم التقنيات
- الاستغناء عن النعائم الخشبية للابواب والنوافذ وذلك لكي لا تسقط الجدران حال احراق القصر
- وجود فتحات اشبه بالشقوق في جران السطح وتكون مثلثه من الداخل بحيث تسمح بحركة اسلحة المدافعين بزاوية 260 درجة دون ان يشاهدهم المهاجمين
- خروج سقف البيت بمسافة متر يوجد بها فتحات دائرية تطل إلى الاسفل فوق الابواب والنوافذ يتم من خلالها مهاجمة العدو في حال محاولة اقتحام القصر بعدد من الاسلحة كالبنادق أو سكب الزيت الحار أو القطران عليهم

## إعادة التشييد
شهد القصر اكتمال عدد من المراحل لإعادة تأهيله، التي ركزت على أعمال الترميم الإنقاذي لمبنى الضيافة بالقصر، وشملت حماية عناصر المبنى القائمة والمحافظة على سلامتها من الانهيار، وتدعيم الأساسات، وفك وإعادة تركيب الأسقف، وترميم الواجهات وحقنها ومعالجة التشققات، علاوة على إعادة بناء الجدران المتصدعة والمنهارة وتنظيف الأرضيات بالقصر. وتأتي أعمال الترميم التي نفذتها الهيئة بالقصر، في إطار حرصها على تعزيز الشراكة مع فئات المجتمع المحلي كافة، بهدف النهوض بالموروث الحضاري بمكوناته المختلفة، حيث بدأت الهيئة أعمالها بتنازل أسرة بن رقوش ” مالك القصر ” عنه للهيئة لمدة 20 عاماً دون مقابل، أعقبها عمليات التوثيق المساحي والمعماري للقصر، ومن ثم استكمال جميع المخططات لتأهيله وتوظيفه بما يتواءم مع عناصره المعمارية وهويته المحلية.

## وصلات خارجية
- قصر بن رقوش بالباحة.. تحفة معمارية تاريخية
- سلطان بن سلمان يتفقد ترميم قصر بن رقوش الأثري
- «السياحة والآثار» ترمم قصر بن رقوش التاريخي بالباحة
- بالصور..أمير الباحة الأمير مشاري يتفقد قصر بن رقوش
- وفد بريطاني يزور قصر بن رقوش في الباحة
- "قصر ابن رقوش" شاهد تاريخي على صد الحملة العثمانية (صحيفة المدينة)